# Chionaema securinervis
Chionaema securinervis là một loài bướm đêm thuộc phân họ Arctiinae, họ Erebidae.